# Малый Ларусс

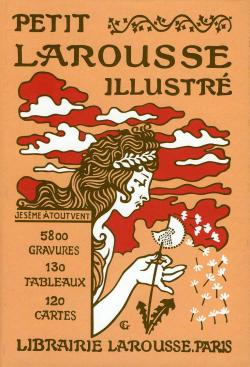
Обложка первого издания

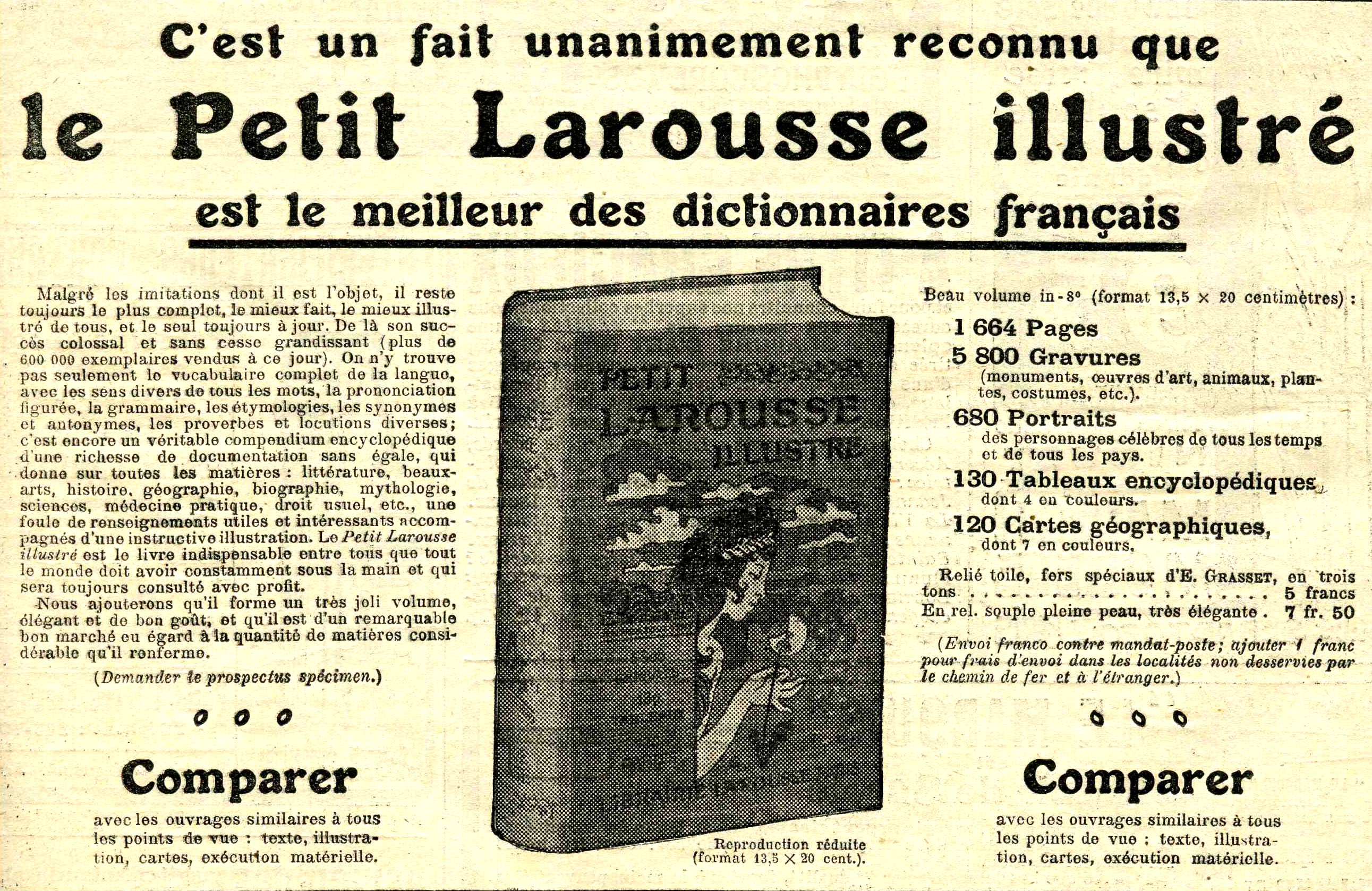
Публикация 1910 года в журнале Летопись политики и литературы (Les Annales politiques et littéraires)

Малый Ларусс, или Малый иллюстрированный Ларусс (фр. Le Petit Larousse illustré — французский энциклопедический словарь издательства Ларусс, впервые изданный в 1905 году под редакцией Клода Оже (Claude Augé). Своё название словарь получил в честь Пьера Ларусса, создателя 15-томного Большого универсального словаря XIX века. Предыдущее издание Petit Larousse называлось Dictionnaire complet illustré (1889).
С самого первого издания словарь состоит из двух частей: в первой расположены общие понятия и основы французской грамматики, во второй — имена собственные. Кроме того, в словаре присутствуют:
- «Розовые страницы» — переводы и толкования латинских терминов, выражений и поговорок.
- Флаги всех стран мира.
- Географический атлас.
- Иллюстрации (птицы, животные, грибы, костюмы народов мира, …).
- Хронология от Большого взрыва до года издания.

В 2005 году в честь столетия словаря его история, генезис и эволюция на протяжении многих лет были описаны в подробной статье Жана Прюво (Jean Pruvost) «La Dent-de-lion, la semeuse et le Petit Larousse».
В 2008 году словарь включал в себя 8700 статей, 2800 слов собственных, 150 000 определений и 5000 иллюстраций и выпускался в нескольких разных форматах, включая компактный и на CD-ROM.
Новая редакция словаря выходит каждый год, при этом чаще всего происходит только актуализация данных (новые появившиеся слова, технологии, важные события, …). Не следует путать эти ежегодные обновления с редизайном, который проходит раз в 10-15 лет и включает в себя пересмотр номенклатуры, переписывание отдельных разделов, и т. д.

## Некоторые редакции
- Dictionnaire complet illustré — 1889 года под редакцией Клода Оже.
- Petit Larousse illustré — 1905 года, под редакцией Клода Оже (переиздан в 2004, ISBN 2-03-530849-6).
- Nouveau Petit Larousse illustré — 1924, под редакцией Клода Оже.
- Petit Larousse illustré — 1982, редактор Клод Дюбуа (ISBN 2-03-301381-2).
- Petit Larousse illustré — 1989, полностью переработанный.
- Petit Larousse illustré — 1998, полностью переработанный.
- Petit Larousse — 2001, 2000, большой формат (ISBN 2-03-530401-6).
- Petit Larousse — 2003, 2002, компактное издание (ISBN 2-03-530503-9).
- Petit Larousse — 2005, 2004, 100-e издание (ISBN 2-03-530505-5).